# Citroën Visa
Citroën Visa var en minibil fremstillet af den franske bilfabrikant Citroën mellem efteråret 1978 og foråret 1991. Modellen var oprindeligt planlagt som moderne efterfølger for 2CV, som dog fortsatte i produktion sideløbende med Visa.

## Historie
I starten af 1970'erne udviklede Citroën en efterfølger for 2CV med stærkere motorer, en mere moderne undervogn og en tidssvarende, mod GS rettet karrosseriform. Under udviklingen arbejdede Citroën tæt sammen med Fiat, som også behøvede en efterfølger for Fiat 127. Da Citroën efter deltagelse af Maserati og Comotor kom i vanskeligheder og i 1974 blev overtaget af Peugeot, besluttede den nye ejer at benytte platformen fra Peugeot 104 som basis for det nye VD (Véhicule Diminuée). En tredørs version med eget design blev droppet; i stedet kunne kunderne fra 1976 købe en kun let modificeret version af Peugeot 104 Z under navnet Citroën LN.
Visas karrosseridesign kunne føres tilbage til et Citroën-design fra før PSA's tid, som på grund af den fælles platform ikke blev realiseret. Disse planer blev solgt til Rumænien, hvor den oprindelige Visa blev bygget under navnet Oltcit og senere kom til Vesteuropa under navnet Citroën Axel, men havde ikke én eneste komponent til fælles med den franske Visa.
Visa var udstyret med en langsliggende luftkølet tocylindret boksermotor, ikke ulig motoren fra 2CV6, på 652 cm³ (i 2CV var motoren på 602 cm³). 652 cm³-motoren adskilte sig på væsentlige punkter fra 2CV-motoren, ved for eksempel at have et andet design af krumtaphus, ved brugen af aluminiumscylindre med Nicasil-belægning og kontaktløs elektronisk tænding produceret af Motorola. Den blev også brugt i anden generation LN/LNA. Motoriseringen for Visa II's vedkommende, var vandkølede tværstillede Peugeot-motorer.
Introduktionen fandt sted i september 1978.

### Facelift
Allerede i marts 1981 blev der gennemført et omfangsrigt facelift under ledelse af karrosseribyggeren Heuliez, da Visa i starten på grund af sit usædvanlige design (med kunststofkølergrill, brede C-søjler udvendigt, eneget rat og betjeningssatelitter) ikke solgte ret godt.
Den faceliftede Visa fik et mere konservativt designet frontparti og et konventionelt instrumentbræt.
I 1983 blev modelprogrammet udvidet med sportsudgaven Visa GT med 58 kW (79 hk), standardmonteret 5-trins gearkasse, alufælge med brede TRX-dæk, spoilere fortil og bagtil og omdrejningstæller. Visa GT havde et brændstofforbrug efter DIN 70030 på 7,4 liter ved 120 km/t, 5,6 liter ved 90 km/t hhv. 9,6 liter ved bykørsel samt en tophastighed på 170 km/t.
En GTi model med 105/115 hk-motoren fra Peugeot 205  GTi blev produceret i perioden 1984-88.
Produktionen af Visa blev afsluttet i marts 1991.
- Citroën Visa (1981–1991)
- Bagfra
- Citroën Visa 14 TRS

### Motorer
Visa kunne i starten af skattehensyn leveres med en luftkølet tocylindret boksermotor på 652 cm³ i modelvarianten Spécial og Club (Citroën LN brugte en 32 hk 602 cm³ variant af 2CV6 motoren, kendt fra Dyane 6, den senere LNA overtog 652 cm³-motoren, som også blev brugt i nogle få 4x4 varianter af 2CV-familien og i nogle udgaver af Oltcit). Senere introducerede PSA de vandkølede 1,0- (10 E) og 1,1-litersmotorer (Super E, 11 E og 11 RE) med 32 kW (44 hk) til 37 kW (50 hk) fra Peugeot 104. Citroën gik bort fra tanken om at anvende de firecylindrede boksermotorer fra GS (også tidligere anvendt i Ami Super og i rumænske Oltcit). Derfor kom der i juli 1984 en 1,4-motor med 44 kW (60 hk) (14 (T)RS).
Med introduktionen af de nye dieselmotorer fra XUD-serien (17 D/RD) i marts 1984 kunne Visa også fås med en 1,8-liters dieselmotor med 44 kW (60 hk). Den nye, tungere motor krævede dog omfattende modifikationer af forvognen og forhjulsophængene. Med disse modifikationer blev det også muligt at benytte de stærkere benzinmotorer fra XU-serien i versionerne Super X (1981−1982), GT (1982−1985) og GTi (1984−1988), hvilket sågar også førte til rallyversioner af Visa.
Som fodnote kan det nævnes at 652 cm³-motoren også fandt anvendelse i MF-motorcyklen og i dag er meget brugt som motor i ultralight fly.
| Kode                            | Type           | Slagvolume (cm³) | Effekt                             | Drejningsmoment            |
| ------------------------------- | -------------- | ---------------- | ---------------------------------- | -------------------------- |
| (M29) V06/630, V06/644, V06/665 | B2-benzinmotor | 652              | 26 kW (36 hk) ved 5250 omdr./min.  | 48 Nm ved 3500 omdr./min.  |
| XV8                             | R4-benzinmotor | 954              | 33 kW (45 hk) ved 6000 omdr./min.  | 65 Nm ved 2750 omdr./min.  |
| XW7                             | R4-benzinmotor | 1124             | 37 kW (50 hk) ved 5500 omdr./min.  | 83 Nm ved 2500 omdr./min.  |
| XZ5X                            | R4-benzinmotor | 1219             | 47 kW (64 hk) ved 6000 omdr./min.  | 91 Nm ved 3000 omdr./min.  |
| XY7                             | R4-benzinmotor | 1360             | 44 kW (60 hk) ved 5000 omdr./min.  | 105 Nm ved 2500 omdr./min. |
| XU5J                            | R4-benzinmotor | 1580             | 85 kW (115 hk) ved 6250 omdr./min. | 131 Nm ved 4000 omdr./min. |
| XUD7                            | R4-dieselmotor | 1769             | 44 kW (60 hk) ved 4600 omdr./min.  | 112 Nm ved 2000 omdr./min. |
| DW8                             | R4-dieselmotor | 1868             | 51 kW (69 hk) ved 4600 omdr./min.  | 125 Nm ved 2500 omdr./min. |

### Versioner
- Special
- Club
- Super (E/X)
- Trophé
- E
- RE
- L
- RS (kun i Skandinavien)
- TRS
- Chrono
- GT
- GTI
- Mille Pistes
- Olympique
- Etoile

## Yderligere karrosserivarianter

### Décapotable / Plein Air
Visa fandtes oprindeligt kun som femdørs hatchback, men i februar 1983 blev modelprogrammet udvidet med en firedørs cabrioletlimousine, som i starten hed Décapotable. I starten fandtes den kun i Super E-udstyrsvarianten.
Allerede i starten af 1984 blev betegnelsen Décapotable afløst af navnet Plein Air. Super E blev derudover afløst af Plein Air 11 RE.
Produktionen af den åbne Visa varede dog kun frem til juli 1985, da den ikke kunne afsættes som alternativ til den tilsvarende version af 2CV.

### C15
I oktober 1984 kom der med Citroën C15 en på Visa baseret kassevogn på markedet.
Karrosseriet var frem til B-søjlen identisk med Visa, mens bilens bageste del var konstrueret specielt til C15 med forlænget akselafstand. Baghjulsophængene i C15 kom ikke fra Visa, men derimod fra Citroën BX.
Den tocylindrede boksermotor blev ikke benyttet i C15, som i stedet fik de i Douvrin fremstillede firecylindrede motorer fra Peugeot 104.
Fra midten af 1987 blev der benyttet benzinmotorer med indsprøjtning (1,1i, 1,1 E og 1,4i) fra TU-serien og en 1,8-liters XUD-dieselmotor. I slutningen af 2000 blev sidstnævnte afløst af en 1,9-liters sugediesel fra DW-serien, som frem til slutningen af 2005 var den eneste motor på modelprogrammet.
C15 fandtes også i en version med vinduer bagi og fem siddepladser (Familiale) og i en version med forlænget opbygning og en ekstra sidedør (Rallongé). Da C15 også kunne købes som nøgent chassis uden varekasse, dannede den også basis for en del specialopbygninger som f.eks. autocamper, en version med seks hjul og en firehjulstrukket version, som alle blev solgt gennem Citroëns forhandlernet.
Den 2. december 2005 blev produktionen af C15 på fabrikken i Vigo, Spanien indstillet efter en produktion på 1.181.471 eksemplarer. I sit sidste produktionsår kunne C15 kun leveres med 1,9-liters dieselmotoren i Frankrig og visse andre europæiske lande som f.eks. Schweiz, Italien, Belgien og Spanien. Efterfølgeren Citroën Berlingo kom på markedet allerede i juli 1996.
C15 overlevede forbilledet Visa med 14 år, og med en uafbrudt byggetid på 21 år placerer den sig blandt D-modellerne, HY og 2CV-serierne i produktionslevealder.

## Visa udenfor Europa
I foråret 2009 blev produktionen af Visa genoptaget efter en afbrydelse på 18 år. Modellen fremstilles af den madagassiske bilfabrikant Karenjy, som sælger modellen under navnet Karenjy Visa. Karrosseridelene er af glasfiber og er dermed ømfindtlige mod rust. Bilen sælges kun på Madagaskar.
I Kina blev modellen derimod introduceret i år 1987 af Liu Zhou Wuling i en kopiversion under navnet Wuling LZW 7100. Serieproduktionen begyndte dog først i 1991.
Frem til slutningen af 1994 blev der fremstillet 904 eksemplarer af den kinesiske udgave. De kinesiske versioner var udstyret med trecylindrede Daihatsu-motorer.